# Gulstrupig skogstrast
Gulstrupig skogstrast (Catharus dryas) är en fågel i familjen trastar inom ordningen tättingar.

## Utseende och läte
Gulstrupig skogstrast är en liten och prydligt tecknad trast. Den har svart huvud med kontrasterande orangefärgad ögonring och näbb, och även orangefärgade ben. Undersidan är gul med sotfärgade fläckar. Sången är distinkt, med korta och något gnissliga flöjtande fraser som upprepas.

## Utbredning och systematik
Arten förekommer i Centralamerika och delas in i tre underarter med följande utbredning:
- Catharus dryas harrisoni – Oaxaca (sydvästra Mexiko)
- Catharus dryas ovandensis – Chiapas (södra Mexiko)
- Catharus dryas dryas – västra Guatemala, El Salvador och Honduras

Taxonet harrisoni inkluderas ofta i ovandensis.
Gulstrupig skogstrast behandlades tidigare som samma art som spräcklig skogstrast (Catharus maculatus), då under namnet gulbröstad skogstrast. Efter studier som visade på skillnader i läten, utseende, ekologi och genetik urskildes de som skilda arter.

## Levnadssätt
Gulstrupig skogstrast hittas i tropiska och subtropiska städsegröna bergsskogar. Den undgår ofta upptäckt och hörs mycket oftare än ses. Arten födosöker huvudsakligen på marken, men även i fruktbärande buskar och träd.

## Status och hot
Arten har ett stort utbredningsområde, men tros minska i antal, dock inte tillräckligt kraftigt för att den ska betraktas som hotad. Internationella naturvårdsunionen IUCN listar därför arten som livskraftig (LC).